# Axpimpinell
Axpimpinell (Sanguisorba dodecandra) är en rosväxtart som beskrevs av Giuseppi L. Moretti. Axpimpinell ingår i släktet storpimpineller, och familjen rosväxter. Inga underarter finns listade i Catalogue of Life.